# العلاقات اليونانية الإسبانية
العلاقات اليونانية الإسبانية هي العلاقات الثنائية التي تجمع بين اليونان وإسبانيا.

## مقارنة بين البلدين
هذه مقارنة عامة ومرجعية للدولتين:
| وجه المقارنة                                              | اليونان                                                                             | إسبانيا                                                                             |
| --------------------------------------------------------- | ----------------------------------------------------------------------------------- | ----------------------------------------------------------------------------------- |
| المساحة (كم2)                                             | 131.96 ألف                                                                          | 505.99 ألف                                                                          |
| عدد السكان (نسمة)                                         | 10.76 مليون                                                                         | 46.73 مليون                                                                         |
| الكثافة السكانية (ن./كم²)                                 | 81.54                                                                               | 92.35                                                                               |
| العاصمة                                                   | أثينا، نافبليو                                                                      | مدريد                                                                               |
| اللغة الرسمية                                             | لغة يونانية، اليونانية الديموطيقية ‏                                                 | اللغة الإسبانية، اللغة الغاليسية، لغة بشكنشية، اللغة الكتالونية، اللغة الأوكسيتانية |
| العملة                                                    | يورو، دراخما، فينيكس يوناني ‏                                                        | يورو، بيزيتا إسبانية                                                                |
| الناتج المحلي الإجمالي (بليون دولار)                      | 200.29 مليار                                                                        | 1.31 تريليون                                                                        |
| الناتج المحلي الإجمالي (تعادل القوة الشرائية) بليون دولار | 285.45 مليار                                                                        | 1.77 تريليون                                                                        |
| الناتج المحلي الإجمالي الاسمي للفرد دولار أمريكي          | 18.00 ألف                                                                           | 28.16 ألف                                                                           |
| الناتج المحلي الإجمالي للفرد دولار أمريكي                 | 26.85 ألف                                                                           | 38.00 ألف                                                                           |
| مؤشر التنمية البشرية                                      | 0.865                                                                               | 0.876                                                                               |
| رمز المكالمات الدولي                                      | +30                                                                                 | +34                                                                                 |
| رمز الإنترنت                                              | .gr                                                                                 | .es                                                                                 |
| المنطقة الزمنية                                           | توقيت شرق أوروبا، ت ع م+02:00، ت ع م+03:00، توقيت شرق أوروبا الصيفي ‏، أوروبا/أثينا ‏ | ت ع م+01:00، ت ع م+02:00                                                            |

## مدن متوأمة
في ما يلي قائمة باتفاقيات التوأمة بين مدن يونانية وإسبانية:
- ترتبط سبيتسيس مع بايلين باتفاقية توأمة.
- ترتبط إيليو مع أرميا باتفاقية توأمة منذ 8 سبتمبر 1999.
- ترتبط مونيمفاسيا مع سيدجيس باتفاقية توأمة.
- ترتبط بروزة مع ألتيا باتفاقية توأمة.
- ترتبط هرموبوليس مع إل بويرتو دي سانتا ماريا باتفاقية توأمة.
- ترتبط كاندية مع طليطلة باتفاقية توأمة.
- ترتبط أثينا مع برشلونة باتفاقية توأمة منذ 18 سبتمبر 1991.
- ترتبط أيغاليو مع ليغانيس باتفاقية توأمة.
- ترتبط إيليوبولي مع ماراثينا باتفاقية توأمة منذ 29 سبتمبر 2000.[17]
- ترتبط رودس مع ميورقة باتفاقية توأمة.

## منظمات دولية مشتركة
يشترك البلدان في عضوية مجموعة من المنظمات الدولية، منها:
| علم المنظمة | اسم المنظمة                               | تاريخ انضمام اليونان | تاريخ انضمام إسبانيا |
| ----------- | ----------------------------------------- | -------------------- | -------------------- |
|             | وكالة الفضاء الأوروبية                    | 9 مارس 2005          | ?                    |
|             | الاتحاد الأوروبي                          | 1981                 | 1986                 |
|             | وكالة ضمان الاستثمار متعدد الأطراف        | 30 أغسطس 1993        | 29 أبريل 1988        |
|             | منظمة التعاون الاقتصادي والتنمية          | 30 سبتمبر 1961       | ?                    |
|             | الأمم المتحدة                             | 25 أكتوبر 1945       | 14 ديسمبر 1955       |
|             | الوكالة الدولية للطاقة                    | ?                    | ?                    |
|             | الفريق المعني برصد الأرض                  | ?                    | ?                    |
|             | منظمة حظر الأسلحة الكيميائية              | ?                    | ?                    |
|             | منظمة التجارة العالمية                    | 1995                 | ?                    |
|             | منظمة الشرطة الجنائية الدولية             | ?                    | ?                    |
|             | منظمة الأمن والتعاون في أوروبا            | 25 يونيو 1973        | 25 يونيو 1973        |
|             | مؤسسة التنمية الدولية                     | 9 يناير 1962         | 18 أكتوبر 1960       |
|             | حلف شمال الأطلسي                          | 18 فبراير 1952       | 30 مايو 1982         |
|             | نظام تحكم تكنولوجيا القذائف               | 1992                 | 1990                 |
|             | يونسكو                                    | 4 نوفمبر 1946        | 30 يناير 1953        |
|             | مجلس أوروبا                               | 9 أغسطس 1949         | ?                    |
|             | الاتحاد البريدي العالمي                   | ?                    | ?                    |
|             | البنك الدولي للإنشاء والتعمير             | 27 ديسمبر 1945       | 15 سبتمبر 1958       |
|             | اتفاقية السماوات المفتوحة                 | ?                    | ?                    |
|             | المنظمة الهيدروغرافية الدولية             | ?                    | ?                    |
|             | الاتحاد الدولي للاتصالات                  | 1866                 | 1866                 |
|             | مؤسسة التمويل الدولية                     | 26 سبتمبر 1957       | 24 مارس 1960         |
|             | المنظمة الأوروبية لسلامة الملاحة الجوية   | 1988                 | 1997                 |
|             | المركز الدولي لتسوية المنازعات الاستشارية | 21 مايو 1969         | 17 سبتمبر 1994       |
|             | مجموعة أستراليا                           | 1985                 | 1985                 |
|             | مجموعة الموردين النوويين                  | ?                    | ?                    |

## أعلام
هذه قائمة لبعض الشخصيات التي تربطها علاقات بالبلدين:
- الملكة صوفيا (2 نوفمبر 1938 – )
- إل غريكو (1541[29][30][31] – 7 أبريل 1614[29][32][33])
- خوان الأول ملك أراغون (27 ديسمبر 1350 – 19 مايو 1396)
- فيليب السادس ملك إسبانيا (ملك إسبانيا، 30 يناير 1968[34] – )
- كريستينا دي بوربون (متسابقة يخت إسبانية، 13 يونيو 1965 – )
- لافونتين بيل أوتيرو (ممثلة إسبانية، 4 نوفمبر 1868[35][36][37] – 12 أبريل 1965)
- ليونور أميرة إسبانيا (31 أكتوبر 2005 – )
- يولاند من أراغون (11 أغسطس 1384 – 14 نوفمبر 1442)

## وصلات خارجية
- موقع وزارة الخارجية اليونانية
- موقع وزارة الخارجية الإسبانية